# San Giovanni Elemosinario

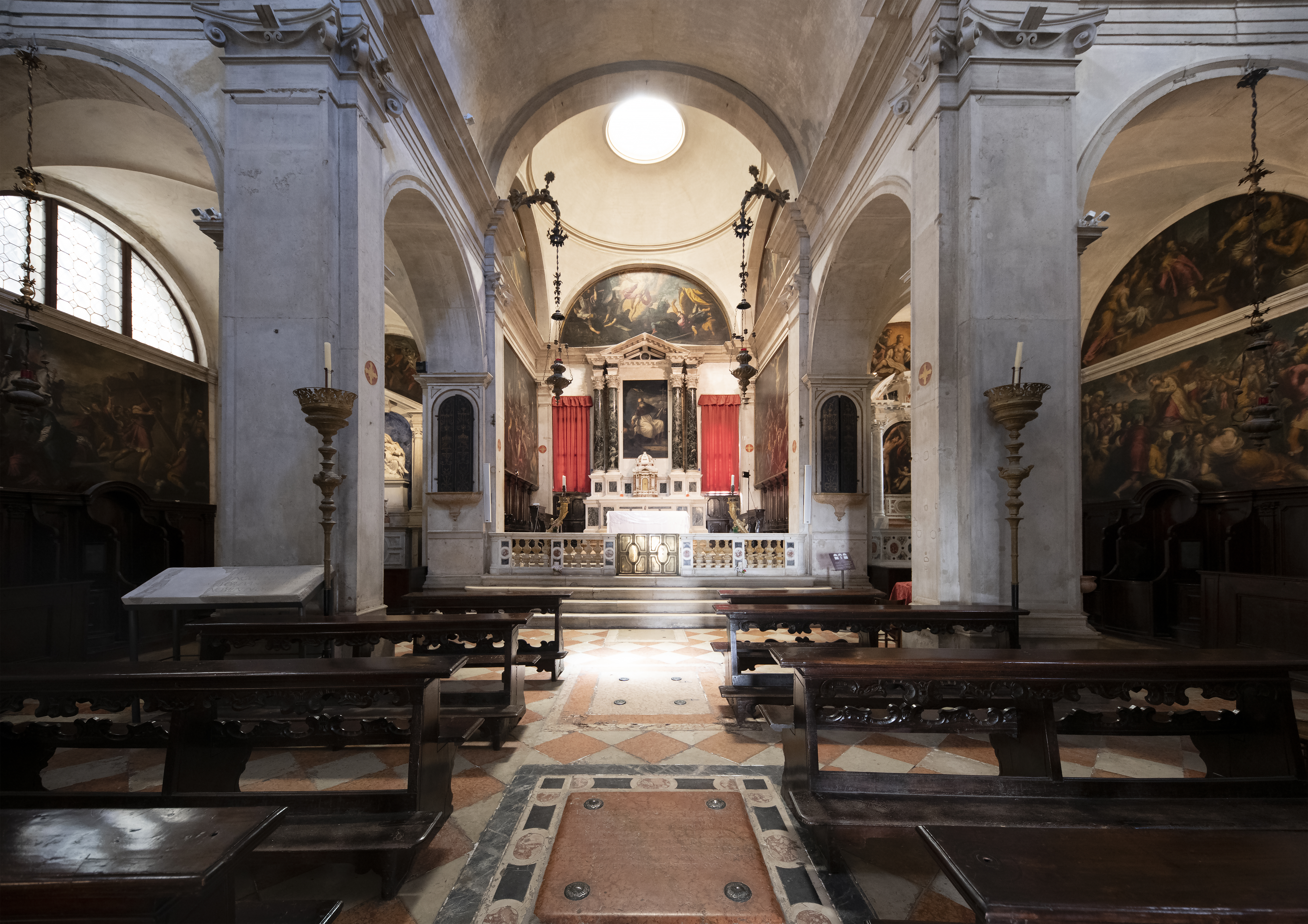
Kircheninneres

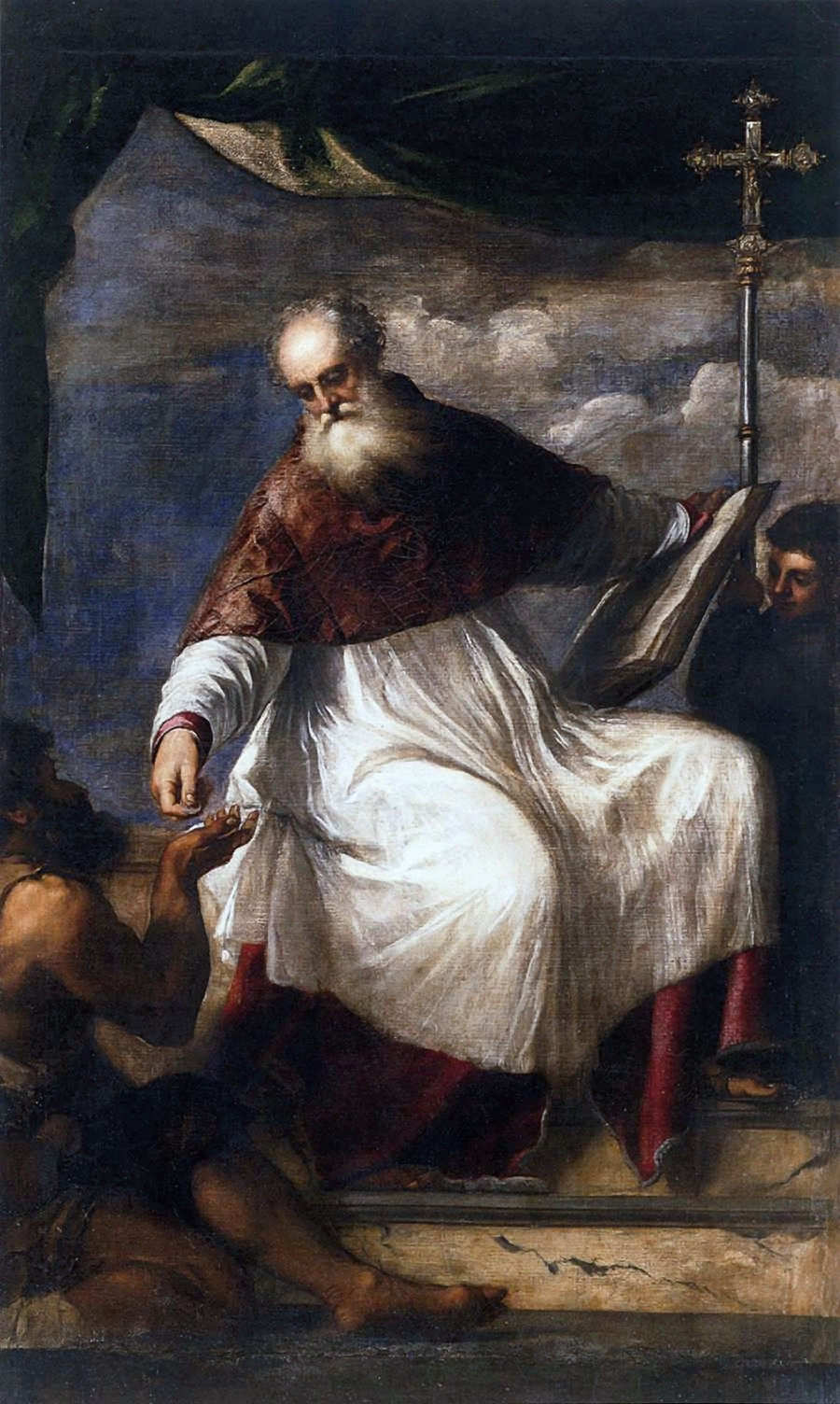
Hauptaltarbild des Hl. Johannes des Almosengebers von Tizian

San Giovanni Elemosinario ist eine katholische Kirche in Venedig. Sie liegt im Sestiere San Polo bei den Fabbriche Vecchie im Rialto-Viertel. Die Kirche stammt in ihrer heutigen Gestalt aus dem 16. Jahrhundert.
Kirchenpatron ist Johannes der Almosengeber.

## Geschichte
Der Ursprung der Kirche geht wohl auf das 9. Jahrhundert zurück. Die erste schriftliche Erwähnung der Kirche stammt aus dem Jahr 1071, als der der Campanile einstürzte, der danach noch zweimal neu gebaut wurde. Der heute noch existierende spätgotische Turm stammt aus der Zeit um 1400.
1514 äscherte eine furchtbare Brandkatastrophe die ganze insula des Rialto mit dem Markt und seinem ganzen reichen Warenlager, wie auch die Kirche ein. Der Senat der Republik beauftragte danach den Architekten Scarpagnino mit dem Neubau des Marktviertels und wohl auch der Kirche. Dieser richtete sein Augenmerk darauf, die Markthallen übersichtlich und nach allen Regeln der Sicherheit mit großen Bögen zu errichten. Auch das Hauptportal der Kirche fügt sich in diese Bogenstruktur ein. Im Jahr 1705 erscheint in den Kirchenbüchern die Familie Giovanni Maria Lanzinis, eines Hutmachers, und seiner Laura Manzoni mit sechs Kindern, unter ihnen Giambattista Pittoni, der zu einem der berühmtesten Maler der venezianischen Geschichte wurde.
Der Doge Andrea Gritti nahm persönlich großen Anteil am Neubau der Kirche, der immer am Mittwoch hier betete. Vor allem aber war die Kirche bei zahlreichen Bruderschaften, Vereinigungen von Handwerkern und Zünften beliebt, die einen großen Teil der Innenausstattung stifteten.

## Baubeschreibung

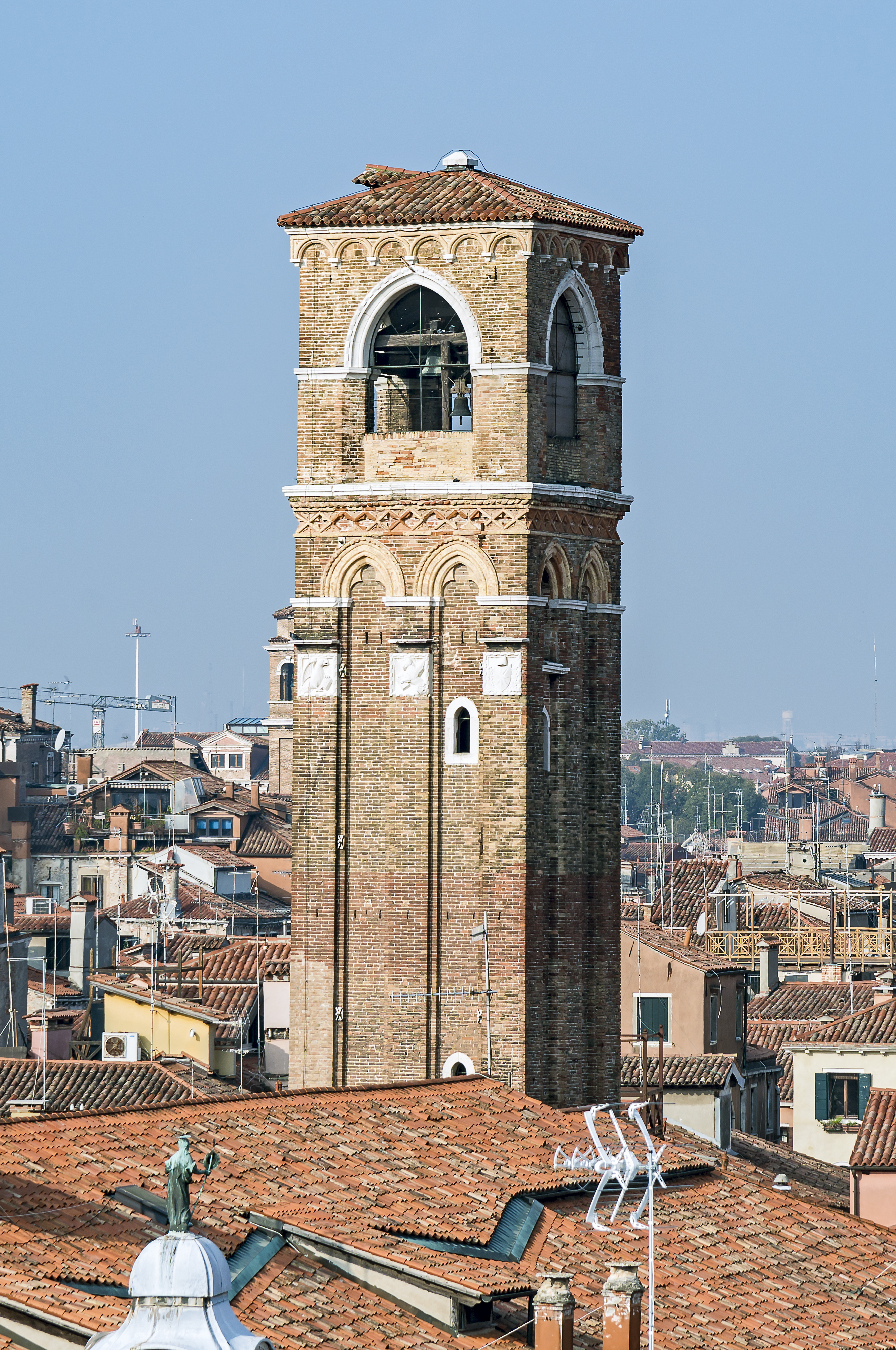
Der Glockenturm

Die Kirche hat den Grundriss eines griechischen Kreuzes, das einem Quadrat eingeschrieben ist. Auch das Presbyterium und die Apsiden sind quadratisch. In der Mitte erhebt sich eine Kuppel. Der Innenraum besticht durch Einfachheit im Sinne der klassischen Renaissance.
Der erste Altar links war jener der gallineri, der Hühnerhändler, von 1597. Er wurde durch den Dogen Marino Grimani bewilligt, wie eine Bodenplatte vor dem Altar mitteilt. Links davon, an der Eingangswand, befindet sich ein Bild von Domenico Tintoretto, das den Dogen Marino Grimani und seine Frau Morosina Morosini zeigt, wie diese mit zwei Brüdern der gallineri Gottvater anbeten. Der erste Altar rechts hingegen gehörte den biavaroli, den Haferhändlern. Eine Bodenplatte davor berichtet von Bewilligung des Dogen Ludovico Manin 1792.
Von besonderer Bedeutung ist der Altar rechts vom Hauptaltar. Es war jener der corrieri, der Boten, und zeigt ein bedeutendes Gemälde von Giovanni Antonio da Pordenone, die Heiligen Katharina, Sebastian und Rochus von 1532 bis 1533. Auf der Lünette darüber sieht man die Hl. Katharina von Engeln umsorgt von Domenico Tintoretto.
Am Hauptaltar befindet sich die Darstellung des Johannes Elemosinario (Johannes der Almosengeber) von Tizian (1545–50), dessen Reliquien sich ebenfalls in Venedig in der Kirche San Giovanni in Bragora befinden. Giorgio Vasari berichtet von einem angeblichen Wettstreit zwischen Pordenone und Tizian um die Gemälde in der Kirche.
Weitere Kunstwerke im Inneren stammen von Palma il Giovane und Leonardo Corona. Ein Relief mit der Darstellung der Geburt Christi stammt aus dem 6./7. Jahrhundert.